# Wereldkampioenschappen schermen 1998
De 46ste wereldkampioenschappen schermen werden gehouden in La Chaux-de-Fonds, Zwitserland in 1998. De organisatie lag in de handen van de FIE.

## Resultaten

### Mannen
| Discipline         | Goud                                                              | Goud | Zilver                                                          | Zilver | Brons                                                                    | Brons   |
| ------------------ | ----------------------------------------------------------------- | ---- | --------------------------------------------------------------- | ------ | ------------------------------------------------------------------------ | ------- |
| Floret individueel | Serhiy Holubnytskiy                                               | UKR  | Elvis Gregory                                                   | CUB    | Piotr Kiełpikowski Salvatore Sanzo                                       | POL ITA |
| Degen individueel  | Hugues Obry                                                       | FRA  | Péter Vánky                                                     | SWE    | Carlos Pedroso Attila Fekete                                             | CUB HUN |
| Sabel individueel  | Luigi Tarantino                                                   | ITA  | Raffaello Caserta                                               | ITA    | Fernando Medina Sergej Tsjarikov                                         | ESP RUS |
| Floret ploegen     | Sławomir Mocek Piotr Kiełpikowski Adam Krzesiński Ryszard Sobczak | POL  | Laurent Bel Patrice Lhotellier Lionel Plumenail                 | FRA    | Chung Kwang-suk Kim Seung-pyo Kim Yeong-ho Yu Bong-hyeong                | KOR     |
| Degen ploegen      | Attila Fekete Géza Imre Iván Kovács Krisztián Kulcsár             | HUN  | Rémy Delhomme Hugues Obry Frantz Philippe Éric Srecki           | FRA    | Aleksandr Jeletskich Pavel Kolobkov Andrej Kolotilin Valeri Zacharevitsj | RUS     |
| Sabel ploegen      | György Boros Domonkos Ferjancsik József Navarrete Zsolt Nemcsik   | HUN  | Jean-Philippe Daurelle Mathieu Gourdain Damien Touya Gaël Touya | FRA    | Dariusz Gilman Norbert Jaskot Marcin Sobala Rafał Sznajder               | POL     |

### Vrouwen
| Discipline         | Goud                                                                          | Goud | Zilver                                                                    | Zilver | Brons                                                                         | Brons |
| ------------------ | ----------------------------------------------------------------------------- | ---- | ------------------------------------------------------------------------- | ------ | ----------------------------------------------------------------------------- | ----- |
| Floret individueel | Sabine Bau                                                                    | GER  | Svetlana Bojko                                                            | RUS    | Giovanna Trillini Valentina Vezzali                                           | ITA   |
| Degen individueel  | Laura Flessel-Colovic                                                         | FRA  | Denise Holzkamp                                                           | GER    | Hajnalka Tóth Gyöngyi Szalay-Horváth                                          | HUN   |
| Floret ploegen     | Diana Bianchedi Annamaria Giacometti Giovanna Trillini Valentina Vezzali      | ITA  | Laura Badea-Cârlescu Claudia Grigorescu Zsofia Lazăr-Szabo Roxana Scarlat | ROU    | Sylwia Gruchała Magdalena Mroczkiewicz Anna Rybicka Barbara Szewczyk-Wolnicka | POL   |
| Degen ploegen      | Valérie Barlois Laura Flessel-Colovic Sophie Moressée-Pichot Sangita Tripathi | FRA  | Tamara Esteri Mirayda García Soto Zuleydis Ortíz Milagros Palma           | CUB    | Anna Harina Alla Mironoek Viktoriya Titova Eva Vybornova                      | UKR   |

## Medaillespiegel
| Plaats | Land       | Goud | Zilver | Brons | Totaal |
| 1      | Frankrijk  | 3    | 3      | 0     | 6      |
| 2      | Italië     | 2    | 1      | 3     | 6      |
| 3      | Hongarije  | 2    | 0      | 3     | 5      |
| 4      | Duitsland  | 1    | 1      | 0     | 2      |
| 5      | Polen      | 1    | 0      | 3     | 4      |
| 6      | Oekraïne   | 1    | 0      | 1     | 2      |
| 7      | Cuba       | 0    | 2      | 1     | 3      |
| 8      | Rusland    | 0    | 1      | 2     | 3      |
| 9      | Roemenië   | 0    | 1      | 0     | 1      |
| 9      | Zweden     | 0    | 1      | 0     | 1      |
| 11     | Spanje     | 0    | 0      | 1     | 1      |
| 11     | Zuid-Korea | 0    | 0      | 1     | 1      |
| Totaal | Totaal     | 10   | 10     | 15    | 35     |

1937 · 1938 · 1947 · 1948 · 1949 · 1950 · 1951 · 1952 · 1953 · 1954 · 1955 · 1956 · 1957 · 1958 · 1959 · 1961 · 1962 · 1963 · 1965 · 1966 · 1967 · 1969 · 1970 · 1971 · 1973 · 1974 · 1975 · 1977 · 1978 · 1979 · 1981 · 1982 · 1983 · 1985 · 1986 · 1987 · 1988 · 1989 · 1990 · 1991 · 1992 · 1993 · 1994 · 1995 · 1997 · 1998 · 1999 · 2000 · 2001 · 2002 · 2003 · 2004 · 2005 · 2006 · 2007 · 2008 · 2009 · 2010 · 2011 · 2012 · 2013 · 2014 · 2015 · 2016 · 2017 · 2018 · 2019 · 2022 · 2023